# Momotarō Matsushita
Momotarō Matsushita (松下 桃太郎?, Matsushita Momotarō; Komatsu, 3 marzo 1988) è un canoista giapponese.

## Biografia
Ha rappresentato il Giappone ai Giochi olimpici estivi di Londra 2012, gareggiando nei concorsi della velocità K1 200 metri, in cui è stato eliminato in semifinale, e K2 200 metri, dove, in coppia  connazionale Hiroki Watanabe, ha concluso al secondo posto nella finale B.